# ديبي كروغر
ديبي كروغر (بالإنجليزية: Debbie Kruger)‏ هي صحفية أسترالية، ولدت في 14 أغسطس 1962 في سيدني في أستراليا.

## وصلات خارجية
- الموقع الرسمي